# یعقوب اسرائیل د هان
یعقوب اسرائیل د هان (۳۱ دسامبر ۱۸۸۱–۳۰ ژوئن ۱۹۲۴) نویسنده، وکیل و روزنامه‌نگار یهودی هلندی بود که در سال ۱۹۱۹ به فلسطین مهاجرت کرد. در آنجا از نظر مذهبی، متعهدتر شد و به عنوان سخنگوی سیاسی حریدی در اورشلیم خدمت کرد. او در سال ۱۹۲۴ توسط سازمان شبه نظامی صهیونیستی هاگانا به دلیل فعالیت‌های سیاسی ضد صهیونیستی اش ترور شد.

## اوایل زندگی
د هان در اسمیلد، روستایی در استان شمالی درنته به دنیا آمد و در زاندام بزرگ شد. گفته می‌شود که او یکی از هجده فرزند خانواده بود که آموزش سنتی یهودی را دریافت کرد.
در سال ۱۹۰۴، در حالی که در آمستردام زندگی می‌کرد، رمان Pijpelijntjes را نوشت که نسخه ای خلاصه از زندگی همجنس‌گرایان خود با آرنولد آلترینو است. همجنسگرا بودن د هان، که در اوایل قرن بیستم برای خوانندگان شوکه کننده بود، منجر به اخراج او از شغل معلمی و محافل سیاسی سوسیال دمکراتیک شد. آلترینو و یوهانا ون مارسوین، نامزد د هان، تقریباً کل چاپ‌های کتاب را خریدند تا از این رسوایی جلوگیری کنند.

### سفر به فلسطین
د هان حتی قبل از اینکه در سال ۱۹۱۹ به آنجا نقل مکان کند، زمانی که در اورشلیم مستقر شد، به‌طور گسترده در مورد موضوع اسرائیل و صهیونیسم نوشت. او در یک دانشکده حقوق جدید، کلاس‌های حقوق اورشلیم، که توسط دولت فلسطین در سال ۱۹۲۰ تأسیس شد، تدریس کرد و مقالاتی را برای ژورنال تجارت عمومی، یکی از مهم‌ترین روزنامه‌های هلندی، نوشت. د هان، از امتناع صهیونیست‌ها از همکاری با اعراب خشمگین بود.
او ابتدا خود را با صهیونیسم مذهبی و جنبش میزراچی همسو کرد، اما پس از ملاقات با خاخام یوسف حیم سوننفلد، رهبر جامعه یهودی فوق محافظه کار حریدی، سخنگوی سیاسی حریدی‌ها در اورشلیم شد. او به عنوان دبیر سیاسی شورای جامعه ارتدکس، ادا هاچاریدیس انتخاب شد. د هان تلاش کرد تا با رهبران ناسیونالیست عرب به توافق برسد تا اجازه مهاجرت نامحدود یهودیان به فلسطین را در ازای اعلامیه یهودیان مبنی بر انصراف از اعلامیه بالفور بدهد.
گفته می‌شود در این مدت که او همچنان با مردانی از جمله اعراب از اورشلیم شرقی رابطه داشته است. او در یکی از شعرهایش از خود می‌پرسد که آیا دیدارش از دیوار ندبه به انگیزه اشتیاق به خدا بود یا برای پسران عرب آنجا؟
د هان که از طرف آگودات اسرائیل صحبت می‌کرد، حتی با تخصیص مزایای جداگانه توسط مقامات انگلیسی به یه‌شو به رهبری صهیونیست‌ها مخالفت کرد.
در اوت ۱۹۲۳، د هان در امان با امیر شریف حسین، رهبر هاشمی، و پسرش، امیر عبدالله، پادشاه آینده فرااردن، ملاقات کرد و به دنبال حمایت آنها از جامعه یهودی پیش از صهیونیست در سرزمین مقدس بود. او مخالفت یهودیان حردی با طرح‌های صهیونیستی برای تأسیس یک کشور و حمایت هاردی از ایجاد یک کشور رسمی فلسطین در ماوراء اردن به عنوان بخشی از یک فدراسیون را توضیح داد. د هان برنامه‌ریزی کرد که در ژوئیه ۱۹۲۴ به همراه یک هیئت ضد صهیونیستی حریدی به لندن سفر کند تا علیه صهیونیسم سخنرانی کند.

## ترور
اندکی قبل از عزیمت د هان به لندن، او در اورشلیم توسط هاگانا در سحرگاه ۳۰ ژوئن ۱۹۲۴ ترور شد هنگامی که او از کنیسه در بیمارستان شعر زدک در جاده یافا خارج شد، آبراهام تهومی به او نزدیک شد و ساعت را از وی پرسید. در همین لحظه تهومی سه گلوله به او شلیک کرد و از صحنه فرار کرد. د هان دقایقی بعد درگذشت.
در ابتدا، جامعه یهودی فلسطین، یشوف، به آسانی این نظریه را پذیرفت که این ترور را باید به گردن اعراب انداخت. آنها به تضمین‌های رهبری صهیونیستی مبنی بر اینکه هیچ نقشی در آن نداشته‌اند، شک نداشتند. به گزارش گرت حکما، صهیونیست‌ها شایعه ای منتشر کردند مبنی بر اینکه د هان به دلیل روابط جنسی با پسران عرب به دست اعراب کشته شده است.
در سال ۱۹۵۲، یوسف هچت، اولین فرمانده اصلی‌ترین سازمان دفاع شخصی یهودیان پیش از دولت، هاگانا، در شهادتی به مورخ رسمی هاگانا از واقعیت این ترور خبر داد. هچت برای جلوگیری از فعالیت ضد صهیونیستی برنامه‌ریزی شده د هان در لندن، این موضوع را با زکریا آوریلی، فرمانده هاگانا در اورشلیم در میان گذاشت. آنها تصمیم گرفتند د هان را ترور کنند. دو عضو هاگانا برای این کار انتخاب شدند. هچت به رهبری غیرنظامی یشوف اطلاع نداد تا پس از ترور، زمانی که با اسحاق بن زوی، یکی از اعضای ارشد شورای ملی تماس گرفت. هچت اظهار داشت که «از این کار پشیمان نیست و دوباره این کار را خواهد کرد.»

### پیامد
د هان در کوه زیتون به خاک سپرده شد. مراسم تشییع وی با حضور صدها نفر از حریدی‌ها همراه با نمایندگان صهیونیست و انگلیس برگزار شد. پس از تشییع جنازه، بسیاری از حریدی‌ها برای مقابله با صهیونیست‌ها وارد مرکز شهر شدند و به سختی توسط پلیس سرکوب شدند. دفتر مرکزی آگودات اسرائیل از دولت بریتانیا فلسطین، کنسول‌های فرانسه و اسپانیا در اورشلیم و تلگراف‌های مختلف از سراسر جهان تسلیت دریافت کرد.
این ترور باعث شوک در فلسطین و اروپا شد. رهبران ارشد رژیم صهیونیستی، از جمله دیوید بن گوریون، یکدیگر را مقصر دانستند. گمانه‌زنی‌های گسترده‌ای دربارهٔ هویت قاتل وجود داشت، با تئوری‌هایی که فرض می‌شد او صهیونیستی، حریدی خشمگین از افشای همجنس‌گرایی د هان یا عاشق عرب بود.